# Elisabeth-Theresia-orde
De Elisabeth-Theresia-orde, na 1771 "Elisabeth-Theresia's Militaire Instituut" geheten, (Duits: Elisabeth-Theresiën-Militärstiftung of Elisabeth-Theresianischen-Militärstiftung), werd in 1750 ingesteld in het testament van keizerin-weduwe Elisabeth Christine van Brunswijk-Wolfenbüttel, de weduwe van keizer Karel VI van het Heilige Roomse Rijk.
De keizerin bedacht de Orde met een jaarlijkse rente van 16.000 florijnen en dit geld zou worden verdeeld onder twintig Oostenrijkse officieren die ten minste de rang van kolonel moesten hebben bereikt, dertig jaren dienst moesten hebben gedaan en het Aartshuis Oostenrijk wakker gediend moesten hebben, kwetsuren moesten hebben opgelopen of opgevallen moesten zijn door hun bijzondere daden. Ook moesten zij in armelijke omstandigheden leven om aanspraak op deze Orde te kunnen maken.
Er waren drie graden en de pensioenen bedroegen 1000, 800 en 500 florijnen.
Keizerin Maria Theresia hervormde de door haar moeder gestichte Elisabeth-Theresia-orde in 1771 en stelde de pensioenen voor de tot eenentwintig leden uitgebreide ridderorde vast op zes maal 853 florijnen en 76 kreuzer, acht maal 683 florijnen en zeven maal 426 florijnen en 85 kreuzer.
De godsdienst en de nationaliteit van een officier waren geen beletsel voor het lidmaatschap. Van de katholieke officieren werd verwacht dat zij dagelijks driemaal het Onze Vader en Ave Maria zouden bidden voor de stichtster en de regerende vorst. De protestanten waren hiervan vrijgesteld maar van hen werd verwacht dat zij ieder jaar drie dukaten zouden schenken aan het invalideninstituut.
Het pensioen was royaal: veldmaarschalk Albert Graaf Gyulay von Maros-Németh und Nadaska (1766-1835) verdeelde zijn ruime pensioen uit het Elisabeth-Theresia's Militaire Instituut onder vier verarmde invalide kameraden. Na hun overlijden werd het geld aan hun weduwen betaald.
In de 18e eeuw waren er nog geen pensioenen, maar er waren wel liefdadige instellingen zoals deze onderscheiding. Ook in Frankrijk was een "Militair Instituut", in feite een Orde, ingesteld om oude officieren door pensioenen een inkomen te verschaffen.
De feestdag van de Orde die door Maria Theresia "voor de eeuwigheid" was ingesteld was de 19e november. De republiek Oostenrijk heeft de Orde in 1918 desondanks afgeschaft. De orde werd na de andere Oostenrijkse orden gedragen; zie de Draagvolgorde van de Oostenrijkse onderscheidingen.
De versierselen van de Elisabeth-Theresia-orde
Het kleinood was een gouden wit geëmailleerd ovaal medaillon met acht half witte en half rode driehoekige punten. Op het medaillon stonden in zwarte letters de door de Oostenrijkse huiskroon gedekte monogrammen "EC" EN "MT" van Maria-Theresia en Elisabeth-Theresia. Daaromheen stond "MARIA THERESIA PARENTIS GRATIAM PERENNIM VOLUIT", (Latijn voor: "Theresia wilde dat haar moeders instelling eeuwig bestaan zal"). De bovenste driehoekige punt was gekarteld. Het kleinood werd onder diezelfde huis- of Rudolfinische Keizerskroon aan een tot een driehoek opgemaakt zwart lint op de linkerborst gedragen.